# Sam Michael
Samuel David „Sam” Michael (ur. 29 kwietnia 1971 w Australii Zachodniej) – australijski inżynier, dyrektor sportowy w McLarenie.

## Życiorys
Wychowywał się w Canberze. Po ukończeniu inżynierii mechanicznej na University of New South Wales.
Dzięki kontaktom Siddle’a w 1993 został zatrudniony w Lotusie startującym w Formule 1. Po bankructwie zespołu w 1994 roku, Gary Anderson, główny projektant w Jordan Grand Prix, zatrudnił Michaela w swoim zespole. Spędził dwa lata pracując w fabryce Jordana zajmując się akwizycją danych.
W 1997 roku dołączył do zespołu testowego Jordana. W 1998 roku został awansowany na inżyniera wyścigowego Ralfa Schumachera. Niemiec opuścił zespół, aby przejść do Williamsa w 1999 roku, Michael został inżynierem wyścigowym Heinza-Haralda Frentzena. Ich współpraca dała im dwa zwycięstwa w sezonie 1999, najlepszym w historii Jordana.
W 2001 roku Frank Williams zatrudnił Sama Michaela na stanowisku starszego inżyniera operacji. Przejął odpowiedzialność za zarządzanie inżynierami w wyścigach i testach.
W maju 2004 Michael został awansowany na dyrektora technicznego Williamsa, kiedy Patrick Head przeniósł się na główne stanowisko zespołu działu badań i rozwoju.
W maju 2011 Sam Michael ogłosił, iż w związku ze słabymi wynikami zespołu, odchodzi z Williamsa wraz z końcem sezonu. Funkcję dyrektora technicznego będzie pełnił do GP Korei Południowej, które zostanie rozegrane 16 października 2011. Jego kontrakt z Williamsem obowiązuję do 1 marca 2012. Od sezonu 2012 obejmie funkcję dyrektora sportowego w zespole McLaren, wbrew wcześniejszym zapowiedziom funkcję dyrektora technicznego w zespole Williams będzie pełnił do GP Singapuru, które zostanie rozegrane 25 września 2011 roku. Pomimo obowiązywania umowy z Williamsem pracę w McLarenie rozpoczął 1 listopada 2011 roku.